# Asari (Letonia)
Asari es un barrio de la ciudad de Jūrmala, Letonia.

## Superficie
Posee una superficie de 2,1 kilómetros cuadrados (210 hectáreas).

## Población
Hasta 2008 presentaba una población de 1428 habitantes, con una densidad de población de 680 habitantes por kilómetro cuadrado.